# フリーランス (映画)
『フリーランス』（原題: ฟรีแลนซ์..ห้ามป่วย ห้ามพัก ห้ามรักหมอ 英語: Heart Attack) はタイの映画である。ジャンルはドラマ-恋愛-コメディ。脚本および監督は、ナワポン・タムロンラタナリット。製作はジョー・クワン・フィルム。配給はGTH。主演はサニー・スワンメーターノンとタビカ・ホーン。公式の封切日は2015年9月3日金曜日。仕事をこなすために数夜にわたる徹夜も厭わないフリーランスが、激務のために発疹を発症し、その診察のために通った病院の医師に密かに恋する物語である。 

## あらすじ
ユーンは特に写真加工の才能を持つグラフィックデザイナーであり、フリーランスで働き、その成果の品質を厳しく保っていた。その能力と納期を守ることから彼は常に忙しくしており、スケジュール管理に必死になっていた。それは友人ポンサトーンの父の葬式会場でも成果を送るためのWifiを探すような有様であった。彼に仕事を頼むのは広告代理店でプロデューサーとして働くジェーで、ユーンにいつも仕事を回していたため、ユーンはジェーからの電話でいつも起こされていた。
5連続で徹夜して仕事を終えたのちのこと、ユーンの身に痒みが発生するが、病院に行く手間を惜しんでユーンは仕事をしていた。体全体に発疹が出来るに至り、ユーンは病院に行こうとする。しかし、給料の殆どを診察代に使ってしまう私立病院には通えず、安価だが待ち時間の長い公立の病院に通うことになった。
その病院で、ユーンはイム医師に出会う。診察の結果、治療のために早寝する必要が生まれ、不眠不休で仕事をしなければいけないこととの狭間でユーンは悩み仕事を続けるが、中途半端な仕事で信用を失って後輩のデザイナーであるジェードに仕事を奪われてしまう。さらに、ジェーが結婚を期に仕事を辞めたことで、ユーンは無茶な納期を設定するペンの仕事を受けてしまい、長期間に渡る徹夜仕事の結果心臓発作で倒れてしまう。ユーンに人生をやり直して愛の幸せを得る機会はあるのだろうか。

## キャスト
俳優・女優名のカタカナ表記は大阪アジアン映画祭での表記による。
- サニー・スワンメーターノン: ユーン （Asanai Srisiri）
- タビカ・ホーン : イム （女医 ชนนิกานต์ กระจ่างศรัณย์ ）
- ウィオレート・ウォーティア : ジェー
- トーポン・ジャンブッパー : ペン
- Nottapon Boonprakob : ガイ
- Banjong Pisanthanakun : イムの同僚医師
- Adisorn Trisirikasem : ジェーの恋人
- Chonlasit Upanigkit : ジェード
- Vichai Matakul : ポンサトーン

このほかにトライアンフ キングダムに所属していたSurattanawee Suviporn (Bo) と Kornpassorn Ratanameathanont (Joyce) が本人役でカメオ出演している。 イムの同僚医師役のBanjong Pisanthanakunおよびジェーの恋人役であるAdisorn TrisirikasemはGTHのディレクターであり、この2人もカメオ出演である。

## サウンドトラック
映画に使われた曲は ファランポーン・リディムに所属するVichaya Vatanasaptによって作曲された。主題歌のVacation Time（タイ語バージョン）は ウィオレート・ウォーティア と Apiwat Ueathavornsuk によって歌われている。原曲の(英語)作詞作曲および歌唱は "Part Time Musicians" によるもので、作詞のタイ語バージョンへの改作は Apiwat Eurthavornsuk と Tarit Chiarakul による

## 公開
GTHはメディア向け"フリーランス"の公開を2015年9月1日にサイアムパラゴンにあるパラゴンシネプレックスで行い、その2日後に一般公開した。初週の収益は11.60百万バーツであり、2015年9月24～30日の週までに86.07百万バーツの収益となった

### 日本での上映
この映画は、2019年3月現在まで一般上映されたり、日本語版DVD等が発売されたりはしていないが、以下の映画祭等で上映されている。
第11回大阪アジアン映画祭
2016年3月に開催された映画祭。3月6日、3月9日、3月12日に上映された。同映画祭でこの作品はABC賞を受賞している。
朝日放送での放送
関西ローカルでの放送。2017年2月17日深夜1時34分から放映と告知。

## 賞およびノミネート
| 年   | 賞                                             | 部門(対象)                                    | 結果       |
| ---- | ---------------------------------------------- | --------------------------------------------- | ---------- |
| 2016 | 6th Thai Film Director Award                   | 最優秀作品賞                                  | 受賞       |
| 2016 | 6th Thai Film Director Award                   | 最優秀監督賞                                  | 受賞       |
| 2016 | 6th Thai Film Director Award                   | 最優秀主演男優賞 (サニー・スワンメーターノン) | 受賞       |
| 2016 | 6th Thai Film Director Award                   | 最優秀主演女優賞 (タビカ・ホーン)             | 受賞       |
| 2016 | 6th Thai Film Director Award                   | 最優秀助演女優賞 (タビカ・ホーン)             | ノミネート |
| 2016 | 6th Thai Film Director Award                   | 最優秀助演女優賞 (ウィオレート・ウォーティア) | 受賞       |
| 2016 | 25th Thailand National Film Association Awards | 最優秀作品賞                                  | 受賞       |
| 2016 | 25th Thailand National Film Association Awards | 最優秀監督賞                                  | 受賞       |
| 2016 | 25th Thailand National Film Association Awards | 最優秀主演男優賞 (サニー・スワンメーターノン) | 受賞       |
| 2016 | 25th Thailand National Film Association Awards | 最優秀主演女優賞 (タビカ・ホーン)             | 受賞       |
| 2016 | 25th Thailand National Film Association Awards | 最優秀助演女優賞 (ウィオレート・ウォーティア) | 受賞       |
| 2016 | 25th Thailand National Film Association Awards | 最優秀助演男優賞 (トーポン・ジャンブッパー)   | ノミネート |
| 2016 | 25th Thailand National Film Association Awards | 最優秀脚本賞 (ナワポン・タムロンラタナリット) | 受賞       |
| 2016 | 25th Thailand National Film Association Awards | รางวัลกำกับภาพยอดเยี่ยม                           | ノミネート |
| 2016 | 25th Thailand National Film Association Awards | 最優秀編集賞                                  | 受賞       |
| 2016 | 25th Thailand National Film Association Awards | 最優秀録音賞                                  | ノミネート |
| 2016 | 25th Thailand National Film Association Awards | 最優秀音楽賞                                  | 受賞       |
| 2016 | 25th Thailand National Film Association Awards | 最優秀美術賞                                  | ノミネート |
| 2016 | 25th Thailand National Film Association Awards | 最優秀衣装デザイン賞                          | ノミネート |
| 2016 | 25th Thailand National Film Association Awards | 最優秀メーキャップ賞                          | ノミネート |
| 2016 | 24th Bangkok Critics Assembly Awards           | 最優秀作品賞                                  | 受賞       |
| 2016 | 24th Bangkok Critics Assembly Awards           | 最優秀監督賞                                  | 受賞       |
| 2016 | 24th Bangkok Critics Assembly Awards           | 最優秀主演男優賞 (サニー・スワンメーターノン) | 受賞       |
| 2016 | 24th Bangkok Critics Assembly Awards           | 最優秀主演女優賞 (タビカ・ホーン)             | 受賞       |
| 2016 | 24th Bangkok Critics Assembly Awards           | 最優秀助演女優賞 (ウィオレート・ウォーティア) | 受賞       |
| 2016 | 24th Bangkok Critics Assembly Awards           | 最優秀助演男優賞 (トーポン・ジャンブッパー)   | 受賞       |
| 2016 | 24th Bangkok Critics Assembly Awards           | รางวัลกำกับภาพยอดเยี่ยม                           | ノミネート |
| 2016 | 24th Bangkok Critics Assembly Awards           | 最優秀編集賞                                  | ノミネート |
| 2016 | 24th Bangkok Critics Assembly Awards           | 最優秀録音賞                                  | ノミネート |
| 2016 | 24th Bangkok Critics Assembly Awards           | รางวัลออกแบบงานสร้างยอดเยี่ยม                     | ノミネート |
| 2016 | 13th Starpics Awards                           | 最優秀作品賞                                  | 受賞       |
| 2016 | 13th Starpics Awards                           | 最優秀監督賞                                  | 受賞       |
| 2016 | 13th Starpics Awards                           | 最優秀主演男優賞 (サニー・スワンメーターノン) | 受賞       |
| 2016 | 13th Starpics Awards                           | 最優秀主演女優賞 (タビカ・ホーン)             | 受賞       |
| 2016 | 13th Starpics Awards                           | 最優秀助演女優賞 (ウィオレート・ウォーティア) | ノミネート |
| 2016 | 13th Starpics Awards                           | 最優秀助演男優賞 (トーポン・ジャンブッパー)   | ノミネート |
| 2016 | 13th Starpics Awards                           | รางวัลกำกับภาพยอดเยี่ยม                           | ノミネート |
| 2016 | 13th Starpics Awards                           | รางวัลลำดับภาพยอดเยี่ยม                           | 受賞       |
| 2016 | 13th Starpics Awards                           | 最優秀録音賞                                  | ノミネート |
| 2016 | 13th Starpics Awards                           | รางวัลออกแบบงานสร้างยอดเยี่ยม                     | ノミネート |
| 2016 | 13th komchadluek award                         | 最優秀作品賞                                  | 受賞       |
| 2016 | 13th komchadluek award                         | 最優秀監督賞                                  | ノミネート |
| 2016 | 13th komchadluek award                         | 最優秀主演男優賞 (サニー・スワンメーターノン) | 受賞       |
| 2016 | 13th komchadluek award                         | 最優秀主演女優賞 (タビカ・ホーン)             | 受賞       |
| 2016 | 13th komchadluek award                         | 最優秀助演女優賞 (ウィオレート・ウォーティア) | 受賞       |
| 2016 | 13th komchadluek award                         | 最優秀助演男優賞 (トーポン・ジャンブッパー)   | 受賞       |